# 李冠潔
李冠潔（1985年12月14日—）為台灣女性配音員，同時為日文翻譯、口譯、自由文字工作者。2006年自文藻外語學院（現文藻外語大學）五專部日本語文科畢業、台北配音工會第七期配音訓練班結業。2014年赴日於大阪音樂專門學校（Osaka School of Music）主修演唱會企劃製作科、副修PA音響，2015年歸國。

## 人物介紹
受到《鋼鐵神兵》《幽遊白書》聲優緒方惠美的演技感動開始自學日文，因成為西川貴教的歌迷決定專攻日文、於國中畢業後進入文藻外語學院五專部日本語文科。
受台灣配音員劉傑、蔣篤慧影響立志配音，於在學期間創辦日文聲優比賽，畢業後參加台北配音工會結業，師從孫德成、馮友薇。跟班期間以字幕及配音稿翻譯做為兼差，2012年淡出配音圈後將工作重心轉移至翻譯工作。

## 配音作品
主要角色名稱列表。（如無列出角色即僅參與配音製作）

### 台灣動畫電影
| 播映年份 | 作品名稱 | 配演角色                | 備註     |
| -------- | -------- | ----------------------- | -------- |
| 2010     | 靠岸     | 女學生B 車站廣播 小男孩 | 領班助理 |

### 劇集
- 《不像三兄弟》：朱富影、金壯太
- 《個人取向》：羅惠媚
- 《華麗一族》：萬俵二子（民視版本）
- 《少年魔法師梅林》：莫卓（第一季）
- 《愛》：娃娃、吳秀琴、唐臻（海外中文配音版）
- 《新兵日記》：邱靖雯、鄭玉婷、簡噗噗、嚴小柔（海外中文配音版）

### 動畫
- 《恐龍王》（八大電視台版本）
- 《Sugar Bunnies焦糖兔》：蜜桃兔、薄荷兔、卡布奇諾兔（MOMO親子台）
- 《家有阿柴(いとしのムーコ)》：阿環

### 電影
- 《幸福的三丁目》
- 《鬼太郎》
- 《Always再續幸福的三丁目》：一平
- 《惡女花魁》
- 《漂丿男子漢》
- 《明日的記憶》：生野啟子
- 《流星花園：皇冠的秘密》： 藤堂靜、牧野進
- 《塵封筆記本》：伊芳吹
- 《五個暴走少年SURELY SOMEDAY》

（以上皆為緯來電影台播出中文配音版本）
- 《有五個姊姊的我就註定要單身了啊！》：李玄玲（三姊）

### 迪士尼原創電影
- 《牛仔公主》
- 《強棒食神》：莎拉
- 《快樂五胞胎》：柔依
- 《密探海芮：部落格大戰》：海芮
- 《愛凡隆高校》：艾莉
- 《友情大作戰》─茱莉

### 其他
- 《少年來當家》公視實境秀：艾莉莎

## 翻譯作品
影視翻譯作品多為KKTV代理日劇、綜藝作品，及部分牙狼〈GARO〉劇集字幕。
書籍翻譯作品：
- 宮島未奈《奪取天下的少女》2023年，圓神出版社
- 西條奈加《千年鬼》2025年，圓神出版社
- 森見登美彥《福爾摩斯凱旋歸來》2025年，麥田出版

## 其他
- 廖文強〈眼光〉MV演出。[3]
- 聯合文學2019年1月號（第411期）Mr.Children專題作家串流

## 外部連結
- 李冠潔的Facebook專頁
- 李冠潔的X（前Twitter）